# 3. základní expedice (Mir)
3. základní expedice, zkráceně EO-3, (rusky 3-я основная экспедиция, ЭО-3) na Mir, byla třetí trvalou (celkově čtvrtou) expedicí vyslanou Sovětským svazem na jeho vesmírnou stanici Mir. Expedice byla zahájena 21. prosince 1987 startem kosmické lodi Sojuz TM-4 a trvala do přistání Sojuzu TM-6 21. prosince 1988. Výprava byla zprvu dvoučlenná a skládala se z velitele Vladimira Titova a palubního inženýra Musy Manarova. Koncem srpna se k nim připojil lékař-výzkumník Valerij Poljakov, který po odletu svých druhů v prosinci na Miru zůstal a přešel do 4. základní expedice.

## Posádka
| Pozice          | První část prosinec 1987 – srpen 1988 | Druhá část srpen – prosinec 1988 |
| --------------- | ------------------------------------- | -------------------------------- |
| Velitel         | Vladimir Titov, (2) CPK               | Vladimir Titov, (2) CPK          |
| Palubní inženýr | Musa Manarov, (1) NPO Eněrgija        | Musa Manarov, (1) NPO Eněrgija   |
| Lékař-výzkumník |                                       | Valerij Poljakov, (1) IMBP       |

V závorkách je uveden dosavadní počet letů do vesmíru včetně této expedice.
| Pozice          | Záložní posádka               | Rezervní posádka            |
| --------------- | ----------------------------- | --------------------------- |
| Velitel         | Alexandr Volkov, CPK          | Vladimir Ljachov, CPK       |
| Palubní inženýr | Alexandr Kaleri, NPO Eněrgija | Andrej Zajcev, NPO Eněrgija |
| Lékař-výzkumník | German Arzamasov, IMBP        | Alexandr Borodin, IMBP      |

## Průběh expedice

### Sestavení posádky a zahájení expedice
Příprava kosmonautů ke třetímu dlouhodobému letu na stanici Mir začala v březnu 1987, kdy byli jmenováni do hlavní posádky Vladimir Titov (velitel) a Musa Manarov (palubní inženýr), zálohu tvořili Alexandr Volkov a Sergej Jemeljanov, třetí, rezervní, posádku Vladimir Ljachov a Alexandr Kaleri. V květnu 1987 Jemeljanova nahradil Kaleri, přičemž na Kaleriho místo byl jmenován Andrej Zajcev.
Expedice začala startem kosmické lodi Sojuz TM-4 z kosmodromu Bajkonur 21. prosince 1987 v 11:18 UTC, se stanicí Mir se loď spojila 31. srpna v 5:41 UTC. Kromě dvojice Titov, Manarov byl třetím členem posádky Sojuzu (a jediným kosmonautem 2. návštěvní expedice) Anatolij Levčenko z Gromovova letecko-výzkumného institutu, který týdenní cestu do vesmíru podnikl v rámci přípravy na pilotování kosmoplánu Buran.
Po spojení se stanicí se kosmonauti přivítali s Jurijem Romaněnkem a Alexandrem Alexandrovem z 2. základní expedice. Během následujících dní převzali stanici a 29. prosince přihlíželi odletu Romaněnka, Alexandrova a Levčenka na Zem.

### Zahájení výzkumů, první výstup
Během ledna 1988 pokračovala osádka komplexu ve vědeckých experimentech. Věnovala přípravě polovodičových materiálů, zkoumání termokapilárních jevů v beztíži na zařízení Pion, pokusům s vytvářením galvanických kovových povlaků na zařízení Eri, geofyzikálním experimentům se spektrometrem Marija (sledování toků vysokoenergetických nabitých částic v okolí stanice) a astrofyzikálním pozorováním přístroji modulu Kvant. Ultrafialovým dalekohledem Glazar byly pořizovány snímky mladých hvězd, jasných galaxií a hvězdokup při vlnové délce 164 nm. V průběhu roku byly pozorovány různé části oblohy, především okolí hvězd Altair (α Aql) v souhvězdí Orla a α Lup v souhvězdí Vlka; dále byly sledovány oblasti souhvězdí Panna (Virgo), Lev (Leo), Havran (Corvus), Severní koruna (Corona Borealis), Velká medvědice (Ursa Maior), Lodní kýl (Carina), Orion, Malý medvěd (Ursa Minor), Eridan (Eridanus), Holubice (Columba) a Lodní záď (Puppis). Mezinárodní observatoří Rentgen byly průběžně sledovány zajímavé zdroje rentgenového záření, především pozůstatky supernovy SN 1987a ve Velkém Magellanově mračnu, kvasar 3C 274, černá díra Cyg X-1 a Cyg X-3 (obě v souhvězdí Labutě), rentgenový pulsar Her X-1 v souhvězdí Herkula a zdroj Cep X-4 v souhvězdí Cefea.
Dne 23. ledna přijali zásobovací loď Progress 34 (připojen do 4. března). Dne 26. února uskutečnili Titov a Manarov první výstup do vesmíru. Jejich úkolem byla výměna jednoho ze dvou spodních panelů novým, nesoucím jednak 6 baterií se zdokonalenými slunečními články, jejichž připojením byl zvýšen elektrický příkon o 20 %, jednak 2 baterie z nových vývojových polovodičových materiálů, které byly používány pouze k experimentálním účelům a nebyly připojeny na elektrický rozvod stanice. Před návratem do stanice kosmonauti pořídili videozáznamy povrchu stanice, vyklopených panelů a antén (zejména antény setkávacího radaru Progressu 34, která se po navedení na dráhu pomalu vyklápěla), povrchu transportní lodi Sojuz-TM 4 a umístili na povrch stanice vzorky materiálů a zařízení pro studium dlouhodobého vlivu kosmického prostoru. Celkové trvání výstupu bylo 4 hodiny a 25 minut.
V březnu kosmonauti pokračovali ve výše jmenovaných experimentech. Zahájili také využívání nové zrcadlové pece, používané ke zpracování materiálů do teploty 1000 °C. V polovině měsíce uskutečnili sérii pozorování a snímkování vysokohorských oblastí Pamíru a Ťan-šanu s cílem inventarizace množství sněhu a rozsahu ledovců v souvislosti s úvahami o využití těchto vodních zásob k zavlažování středoasijských republik SSSR. Zdravotní stav kosmonautů byl velmi dobrý; stěžovali si pouze na zvýšené množství prachu a nepříjemný pach v atmosféře komplexu. Také se věnovali experimentu Akustika, zaměřeného na sledování celkové úrovně hluku působeného přístrojovým vybavením a zejména ventilátory klimatizačního systému v obytných prostorách. Rovněž zahájili testování nového telefaxového zařízení nainstalovaného na Miru.
Nové zásoby jim 25. března přivezl Progress 35 (zůstala spojená se stanicí do 5. května). V prvním týdnu dubna pokračovali kosmonauti v astrofyzikálních pozorováních na Kvantu, v lékařsko-biologických experimentech, v dálkovém průzkumu Země a studiu vysokých vrstev zemské atmosféry fotometrem EFO-1. Na zařízení Pion-M prováděli pokusy z oblasti mechaniky kapalin a přenosu tepla v beztíži. Uskutečnili několik pokusů na československém krystalizátoru ČSK-1. V rámci pravidelné technické údržby kosmonauti také nainstalovali nové telekomunikační zařízení pro zvýšení kapacity spojení mezi Mirem a pozemními stanicemi. Posádka se také zapojila do komplexního programu Caribe-Interkosmos ’88, zaměřeného na dálkový průzkum Karibského moře a území Kuby, především zkušebních polygonů v provincii Havana, v údolí řek Cauto a Guantanamo a šelfové zóny v souostroví Los Cannareos. Kromě stanice Mir se na experimentu účastnily bezpilotní družice Kosmos 1766 (1986-055A) a 1869 (1987-062A), sovětská a kubánská letadla, lodě i pozemní stanice a bóje v moři. Program byl součástí projektu „Sledování dynamiky geosystémů metodami dálkového průzkumu“ programu Interkosmos. Nabitý program v té době způsobil, že se kosmonauti s některými pracemi začali opožďovat proti harmonogramu. V druhé polovině měsíce kosmonauti pokračovali v materiálových pokusech na zařízení Pion-M. V té době se začaly projevovat na detektoru rentgenového dalekohledu TTM problémy. Bylo proto rozhodnuto v blízké budoucnosti se pokusit o jeho opravu.
V první polovině května posádka pokračovala v dálkovém průzkumu Země a ve snímkování vybraných oblastí nebe dalekohledem Glazar. 15. května přijali Progress 36 (připojen do 5. června) a poté se věnovali jeho vykládce. Koncem května kosmonauti obnovili vědecké experimenty. V zařízení Svetoblok T syntetizovali polyakrylamidový gel pro účinnější elektroforetické dělicí metody, používané k přípravě biologicky aktivních látek na Zemi. Obnoveny byly také biologické experimenty s vyššími rostlinami (pšenicí Triticum aestivum L. a huseníčkem rolním Arabidopsis thaliana (L.) Heynh.).

### První návštěva, druhý výstup
Dne 9. června 1987 přijali 3. návštěvní expedici, která přiletěla na lodi Sojuz TM-5. Sestávala z velitele Anatolije Solovjova, palubního inženýra Viktora Savinycha a bulharského kosmonauta Alexandra Alexandrova. Alexandrov letěl náhradou za první bulharský let programu Interkosmos z roku 1979, kdy se Nikolaji Rukavišnikovi a Bulharovi Georgi Ivanovovi v Sojuzu 33 nepodařilo spojit se stanicí Saljut 6 a po dvou dnech museli přistát. Smyslem expedice byla především výměna lodi Sojuz TM-4 za nový Sojuz TM-5. Návštěvníci odletěli v Sojuzu TM-4 17. června 1988.
Po několika dnech příprav uskutečnili 30. června kosmonauti Titov a Manarov svůj druhý výstup na vnější povrch stanice. Hlavním úkolem byl pokus o výměnu porouchaného detektoru v rentgenovém dalekohledu TTM (experiment připravila University of Birmingham). V průběhu výstupu byli ve Středisku řízení letů (CUP) přítomni britští a nizozemští specialisté. Titov a Manarov dopravili na vnější povrch Kvantu přibližně 40 kg nářadí. Nejprve se museli prořezat 20 vrstvami tepelné izolace, což byla velmi fyzicky namáhavá práce. Mimořádně obtížné bylo uvolnění šroubů, které přidržovaly kryt přístroje a které byly zality pryskyřicí, protože před startem se neuvažovalo o možné opravě. Pro poškození speciálního klíče se nepodařilo detektor uvolnit a úkol splnit. Trvání výstupu bylo 5 hodin a 10 minut.
V dalších týdnech pokračovala běžná rutinní práce. V oblasti dálkového průzkumu Země zaměřili kosmonauti pozornost na hledání možných ložisek užitečných nerostů na území SSSR. Pokračovali také v astrofyzikálních pozorováních z Kvantu a v pravidelné kontrole svého zdravotního stavu.
21. července se k Miru připojila nákladní loď Progress 37 (zůstala součástí komplexu stanice do 12. srpna). Na přelomu července a srpna kosmonauti pozorovali vznik rozsáhlých lesních požárů na Urale, v jižních oblastech Sibiře a na Dálném východě. Získaných informací bylo využito při jejich hašení. V srpnu probíhala velká kampaň dálkového průzkumu seismicky aktivních oblastí pod označením Ťan-Šan-Interkosmos ’88. Pozornost byla zaměřena zejména na okolí Toktogulské vodní nádrže. Na přípravě programu se podíleli i odborníci z Bulharska, Československa, Maďarska, NDR, Polska, Rumunska a Vietnamu. Kromě Miru byly do pozorování zapojeny i bezpilotní družice a letadla.

### Druhá návštěva, rozšíření expedice na tři členy, třetí výstup
Dne 31. srpna 1988 přiletěla 4. návštěvní expedice na lodi Sojuz TM-6. Sestávala z velitele Vladimira Ljachova a afghánského kosmonauta Abdula Ahada Mohmanda. S nimi přiletěl také lékař-výzkumník Vladimir Poljakov, který se připojil k dvojce Titov, Manarov jako další člen základní posádky. Ljachov a Mohmand se po týdnu vrátili v Sojuzu TM-5.
12. září nyní tříčlenná posádka stanice přijala Progress 38 (zůstal připojen k Miru do 24. listopadu). Vykládka lodi probíhala paralelně s lékařskými a astrofyzikálními experimenty, v jejichž rámci bylo obnoveno pozorování supernovy SN 1987a. Potvrdilo se při nich, že pokles intenzity rentgenového záření tohoto objektu přesně odpovídá rozpadu radioaktivního 56Co (poločas 77 dní) vzniklého při výbuchu supernovy. Pokračovaly také experimenty v oblasti materiálového výzkumu. Na zařízení Birjuza kosmonauti sledovali zvláštnosti vytváření prostorových struktur při chemických reakcích v beztíží. Také snímkovali stepní oblasti Země a sledovali koncentraci planktonu v různých oblastech oceánů.
Počátek října byl věnován přípravě nové verze autonomních skafandrů Orlan určených k výstupu do kosmického prostoru. Umožňovaly strávit delší dobu mimo stanici (až 7 hodin proti dosavadním 5 hodinám). 20. října kosmonauti Titov a Manarov otevřeli výstupní průlez a zahájili svůj třetí a poslední výstup do volného prostoru. Skafandry však nebyly použity v autonomním režimu, ale připojené na palubní systém zabezpečení životních podmínek. Kosmonaut Poljakov byl po dobu výstupu v návratovém modulu transportní lodi Sojuz-TM 6, který by s ním automaticky přistál v případě nějaké havárie. Kosmonauti, vybaveni novým nářadím, uvolnili detektor dalekohledu TTM na první pokus a po několika pokusech se jim podařilo správně umístit do dalekohledu nový detektor. Opravě asistoval v CUP dr. G. Skinner z University of Birmingham. Poté kosmonauti instalovali na povrchu Miru anténu pro radioamatérskou stanici (Titov měl volací znak U1MIR, Manarov U2MIR). Celkové trvání výstupu činilo 4 hodiny a 12 minut.

### Závěr a přistání
Od konce října začali Titov a Manarov v rámci příprav k návratu na Zemi používat podtlakového obleku Čibis. Koncem měsíce pokračovalo měření toků nabitých částic v okolí komplexu spektrometrem Marija a dálkový průzkum Země. Počátkem listopadu pracovali kosmonauti se zrcadlovou pecí, ve které připravili vzorky slitiny hliník-měď a monokrystaly zinku.
Loď Sojuz TM-7 s novou, 4. základní posádkou přiletěla 28. listopadu. Osazenstvo stanice se přivítalo s hosty – Alexandrem Volkovem a Sergejem Krikaljovem ze 4. základní posádky a Jean-Loup Chrétienem, francouzským kosmonautem představujícím 5. návštěvní expedici. Během měsíčního společného letu Volkov a Krikaljov převzali stanici, s nimi zůstal i Poljakov, a 21. prosince 1988 se Titov s Manarovem a Chrétienem v Sojuzu TM-6 vrátili na Zem. Přistáli v 9:57 UTC v Kazachstánu, 180 km jihovýchodně od Džezkazganu.